# Diocesi di Brooklyn
La diocesi di Brooklyn (in latino Dioecesis Bruklyniensis) è una sede della Chiesa cattolica negli Stati Uniti d'America suffraganea dell'arcidiocesi di New York. Nel 2022 contava 1.531.000 battezzati su 5.109.000 abitanti. È retta dal vescovo Robert John Brennan.

## Territorio
La diocesi comprende i due borough newyorkesi di Brooklyn e del Queens. Brooklyn è una delle poche diocesi statunitensi costituita al 100% di territorio urbano.
La cattedrale di San Giacomo (Saint James) nel centro di Brooklyn è la chiesa principale della diocesi. Molte celebrazioni, però, si svolgono nella più ampia basilica di Nostra Signora del Perpetuo Soccorso nella parte meridionale di Brooklyn. La diocesi comprende un'altra basilica minore, la chiesa della Regina della Pace. Nel 2013 la chiesa di San Giuseppe è stata elevata al rango di concattedrale.
Presso la cattedrale ha sede anche la principale scuola secondaria superiore (Cathedral Preparatory Seminary) frequentata da chi poi desidera entrare in seminario.
Il territorio si estende su 467 km² ed è suddiviso in 176 parrocchie.

## Storia
La diocesi è stata eretta il 29 luglio 1853 con il breve De incolumitate di papa Pio IX, ricavandone il territorio dall'arcidiocesi di New York. Inizialmente estendeva la sua giurisdizione su tutta Long Island.
Il 6 aprile 1957 ha ceduto il territorio delle contee di Nassau e di Suffolk a vantaggio dell'istituzione della diocesi di Rockville Centre.

## Cronotassi dei vescovi
Si omettono i periodi di sede vacante non superiori ai 2 anni o non storicamente accertati.
- John Loughlin † (29 luglio 1853 - 29 dicembre 1891 deceduto)
- Charles Edward McDonnell † (11 marzo 1892 - 8 agosto 1921 deceduto)
- Thomas Edmund Molloy † (21 novembre 1921 - 26 novembre 1956 deceduto)
- Bryan Joseph McEntegart † (16 aprile 1957 - 15 luglio 1968 dimesso[5])
- Francis John Mugavero † (15 luglio 1968 - 20 febbraio 1990 ritirato)
- Thomas Vose Daily † (20 febbraio 1990 - 1º agosto 2003 ritirato)
- Nicholas Anthony DiMarzio (1º agosto 2003 - 29 settembre 2021 ritirato)
- Robert John Brennan, dal 29 settembre 2021

## Istituti religiosi
Nel settembre 2016, contano case in diocesi le seguenti famiglie religiose:

### Istituti maschili
- Carmelitani della Beata Vergine Maria Immacolata;
- Compagnia di Gesù;
- Compagnia di Maria;
- Confederazione dell'oratorio di San Filippo Neri;
- Congregazione del Santissimo Redentore;
- Congregazione della missione;
- Congregazione della Passione di Gesù Cristo;
- Congregazione dello Spirito Santo;
- Congregazione di Santa Croce;
- Fratelli del Sacro Cuore;
- Fratelli del terz'ordine regolare di San Francesco d'Assisi di Brooklyn;
- Fratelli delle scuole cristiane;
- Fratelli di San Francesco Saverio;
- Fratelli maristi delle scuole;
- Fratelli missionari di San Francesco d'Assisi;
- Istituto del Verbo Incarnato;
- Istituto Id di Cristo Redentore;
- Missionari di Nostra Signora di La Salette;
- Missionari di San Carlo;
- Ordine dei frati minori;
- Ordine dei frati minori cappuccini;
- Ordine dei frati minori conventuali;
- Piccoli fratelli di San Giovanni Battista;
- Società del Divin Salvatore;
- Società dell'apostolato cattolico.
- Società di Maria;

### Istituti femminili
- Ancelle del Divin Redentore;
- Ancelle del Santo Bambino Gesù;
- Ancelle missionarie della Santissima Trinità;
- Carmelitane scalze;
- Figlie del Divino Amore;
- Figlie della carità di San Vincenzo de' Paoli;
- Figlie della Sapienza;
- Figlie di Maria;
- Figlie di Maria, Madre della Misericordia;
- Figlie di Santa Bernardetta;
- Istituto Id di Cristo Redentore;
- Maestre pie Filippini;
- Missionarie della carità;
- Missionarie serve dello Spirito Santo;
- Ordine della Visitazione di Santa Maria;
- Piccole sorelle dei poveri;
- Piccole suore di Santa Teresa del Bambin Gesù, di Ankwo;
- Predicatrici di Cristo e Maria;
- Religiose di Nostra Signora di Sion;
- Serve del Signore e della Vergine di Matará;
- Società delle Figlie del Cuore di Maria;
- Società di Maria Riparatrice;
- Suore adoratrici del Preziosissimo Sangue di Nostro Signore Gesù Cristo;
- Suore Ancelle del Cuore Immacolato di Maria;
- Suore benedettine olivetane;
- Suore carmelitane per gli anziani e gli infermi;
- Suore dei martiri coreani;
- Suore del Cuore Immacolato di Maria, di Kong Moon;
- Suore della carità di New York;
- Suore della Congregazione di Nostra Signora;
- Suore della Misericordia delle Americhe;
- Suore della Presentazione della Beata Vergine Maria;
- Suore della Sacra Famiglia di Nazareth;
- Suore della Santa Unione dei Sacri Cuori;
- Suore di carità di San Vincenzo de' Paoli;
- Suore di Gesù Bambino;
- Suore di Gesù Salvatore;
- Suore di Maria Immacolata;
- Suore di Nostra Signora;
- Suore di Nostra Signora del Perpetuo Soccorso;
- Suore di Nostra Signora della carità del Buon Pastore;
- Suore di Nostra Signora della dottrina cristiana;
- Suore di Nostra Signora di Namur;
- Suore di San Giovanni Battista;
- Suore di San Giuseppe di Boston;
- Suore di San Giuseppe di Brentwood;
- Suore di San Giuseppe di San Marco;
- Suore domenicane della Congregazione americana della Santa Croce, di Amityville;
- Suore domenicane della Congregazione di Nostra Signora del santo Rosario, di Sparkill;
- Suore domenicane della pace;
- Suore francescane dei poveri;
- Suore francescane dell'Immacolata Concezione;
- Suore francescane di Nostra Signora dei Poveri;
- Suore francescane missionarie del Sacro Cuore;
- Suore francescane missionarie di Assisi;
- Suore grigie del Sacro Cuore;
- Suore missionarie del Preziosissimo Sangue;
- Suore missionarie francescane dell'Immacolata Concezione di Maria;
- Suore orsoline di Tildonk;
- Suore scolastiche di Nostra Signora.

## Galleria d'immagini

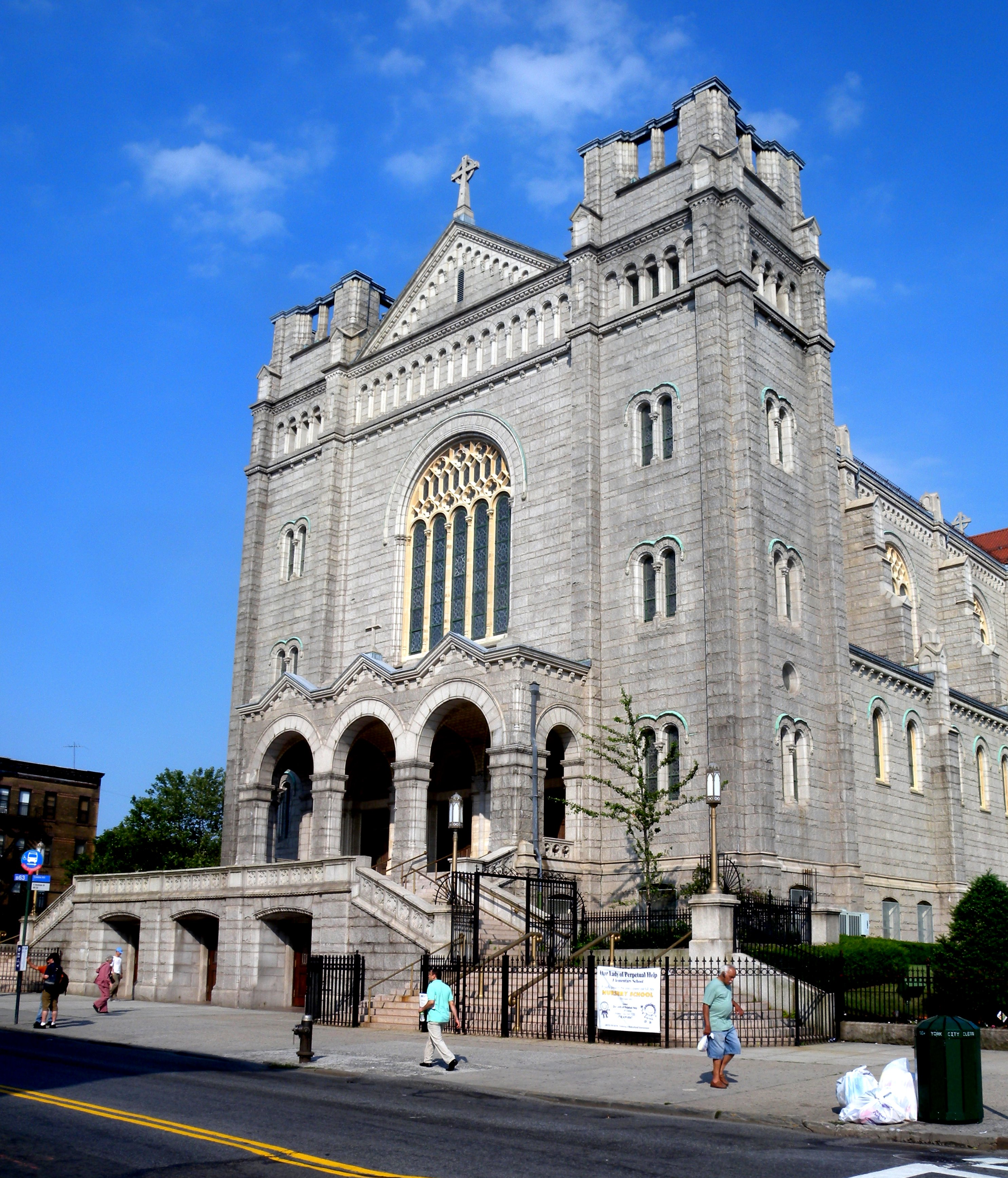
Basilica di Nostra Signora del Perpetuo Soccorso
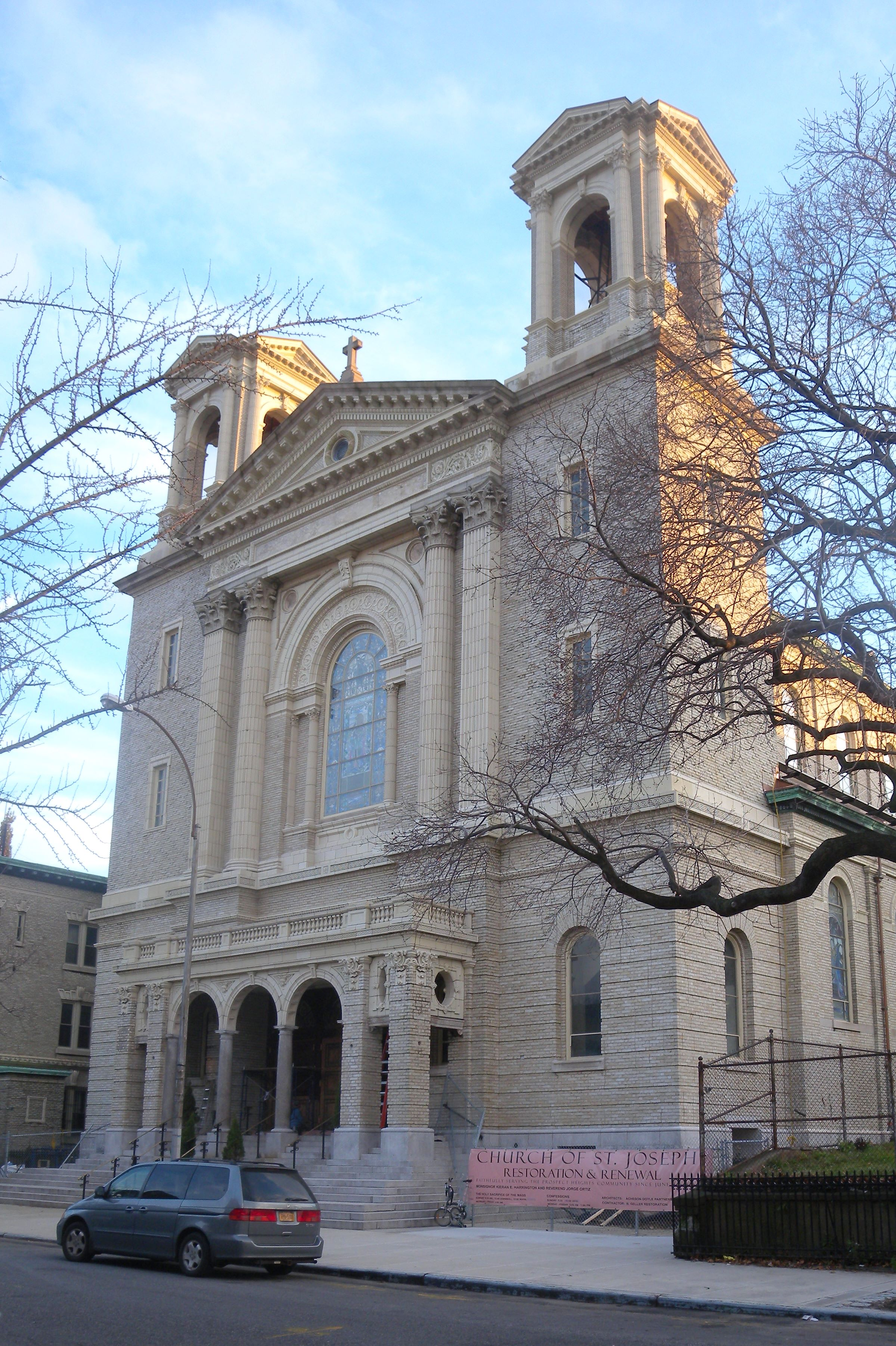
Concattedrale di San Giuseppe
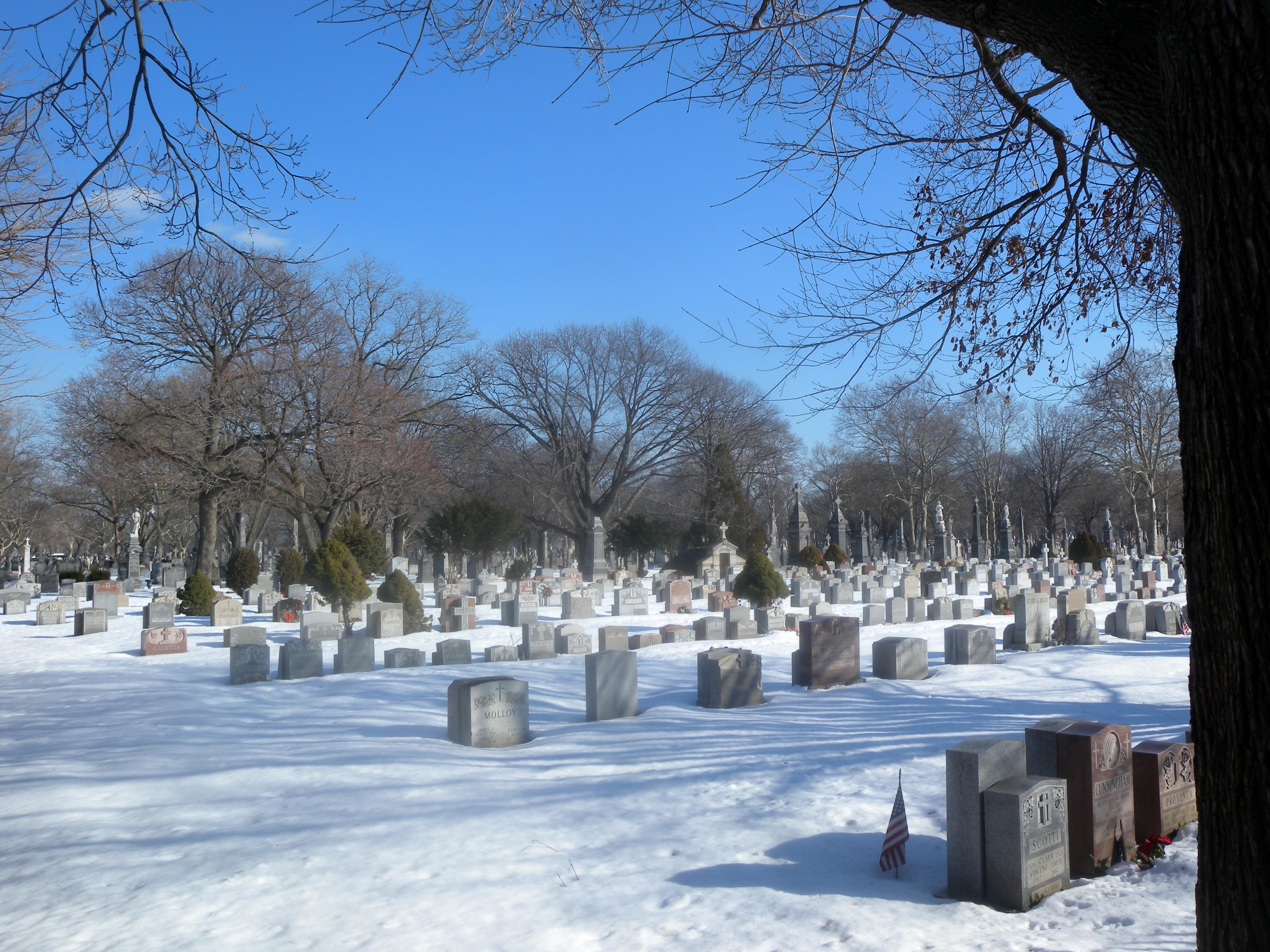
L'Holy Cross Cemetery di Brooklyn

## Statistiche
La diocesi nel 2022 su una popolazione di 5.109.000 persone contava 1.531.000 battezzati, corrispondenti al 30,0% del totale.
| anno | popolazione | popolazione | popolazione | presbiteri | presbiteri | presbiteri | presbiteri                | diaconi | religiosi | religiosi | parrocchie |
| anno | battezzati  | totale      | %           | numero     | secolari   | regolari   | battezzati per presbitero | diaconi | uomini    | donne     | parrocchie |
| ---- | ----------- | ----------- | ----------- | ---------- | ---------- | ---------- | ------------------------- | ------- | --------- | --------- | ---------- |
| 1950 | 1.249.197   | 4.600.022   | 27,2        | 1.428      | 1.145      | 283        | 874                       |         | 613       | 5.150     | 307        |
| 1959 | 1.473.480   | 4.365.000   | 33,8        | 1.167      | 879        | 288        | 1.262                     |         | 745       | 4.207     | 216        |
| 1966 | 1.585.712   | 4.436.897   | 35,7        | 1.377      | 1.074      | 303        | 1.151                     |         | 961       | 4.128     | 227        |
| 1970 | 1.489.325   | 4.436.897   | 33,6        | 1.287      | 984        | 303        | 1.157                     |         | 840       | 3.596     | 228        |
| 1976 | 1.210.185   | 4.589.186   | 26,4        | 1.318      | 1.067      | 251        | 918                       | 2       | 610       | 2.686     | 224        |
| 1980 | 1.470.000   | 4.432.000   | 33,2        | 1.170      | 927        | 243        | 1.256                     | 55      | 534       | 2.414     | 223        |
| 1990 | 1.533.204   | 4.239.400   | 36,2        | 1.084      | 806        | 278        | 1.414                     | 121     | 512       | 1.866     | 217        |
| 1999 | 1.625.547   | 4.216.060   | 38,6        | 905        | 685        | 220        | 1.796                     | 174     | 182       | 1.273     | 218        |
| 2000 | 1.637.999   | 4.266.795   | 38,4        | 880        | 660        | 220        | 1.861                     | 171     | 419       | 1.294     | 217        |
| 2001 | 1.815.998   | 4.694.705   | 38,7        | 848        | 638        | 210        | 2.141                     | 145     | 386       | 1.326     | 217        |
| 2002 | 1.816.000   | 4.694.705   | 38,7        | 830        | 629        | 201        | 2.187                     | 151     | 408       | 1.189     | 217        |
| 2003 | 1.824.642   | 4.689.802   | 38,9        | 847        | 656        | 191        | 2.154                     |         | 398       | 1.153     | 217        |
| 2004 | 1.826.592   | 4.694.705   | 38,9        | 755        | 584        | 171        | 2.419                     | 153     | 362       | 1.097     | 216        |
| 2006 | 1.556.575   | 4.712.506   | 33,0        | 771        | 600        | 171        | 2.018                     | 147     | 348       | 1.078     | 216        |
| 2010 | 1.453.000   | 4.865.000   | 29,9        | 708        | 544        | 164        | 2.052                     | 179     | 312       | 868       | 206        |
| 2012 | 1.567.000   | 4.882.000   | 32,1        | 689        | 524        | 165        | 2.274                     | 214     | 299       | 872       | 188        |
| 2015 | 1.556.575   | 4.888.324   | 31,8        | 540        | 391        | 149        | 2.882                     | 218     | 275       | 759       | 186        |
| 2018 | 1.500.000   | 4.962.204   | 30,2        | 671        | 486        | 185        | 2.235                     | 254     | 280       | 644       | 186        |
| 2020 | 1.524.200   | 5.042.400   | 30,2        | 649        | 469        | 180        | 2.348                     | 228     | 270       | 601       | 184        |
| 2022 | 1.531.000   | 5.109.000   | 30,0        | 682        | 460        | 222        | 2.244                     | 221     | 316       | 420       | 176        |